# Jan van den Nieuwenhuijzen
Jan van den Nieuwenhuijzen (Wilrijk, 24 maart 1952) is een Belgisch bestuurder en voormalig bedrijfsleider.

## Levensloop
Jan van den Nieuwenhuijzen studeerde toegepaste economische wetenschappen aan de Universiteit Antwerpen en studeerde ook aan het Europacollege in Brugge.
Hij begon zijn carrière in 1976 als kabinetsmedewerker van opeenvolgende ministers van Middenstand en Streekeconomie. In 1985 werd hij directeur bij de sociale dienst VEV (later SD Worx), waar hij van 1991 tot 1999 algemeen directeur was en van 19991 tot 2012 CEO. Van 2013 tot 2017 was hij senior executive van adviesbureau i-propeller.
Van den Nieuwenhuijzen bekleedde tevens bestuursmandaten bij ABK Bank, Uitgeversbedrijf Tijd en de Koninklijke Filharmonie van Vlaanderen en was van 2005 tot 2010 voorzitter van de Karel de Grote Hogeschool. In 2021 volgde hij Robert Voorhamme als voorzitter van de Associatie Universiteit & Hogescholen Antwerpen op.
Verder is hij voorzitter van de Belgische Federatie van Filantropische Stichtingen, Groep Talent, de Stichting Dennenhof en A Seat At The Table (ASATT) en lid van de adviesraad van DUO for a JOB.